# Yasuji Miyazaki
Yasuji Miyazaki (n. 15 octombrie 1916, Kosai, Prefectura Shizuoka, Japonia – d. 30 decembrie 1989) a fost un înotător ce a reprezentat Japonia, medaliat olimpic. A participat la o ediție a Jocurilor Olimpice (1932) în care a câștigat două medalii de aur.